# ستيفن غلوفر
ستيفن غلوفر (بالإنجليزية: Stephen Glover)‏ هو كاتب سيناريو أمريكي، ولد في 18 يونيو 1990 في أتلانتا في الولايات المتحدة.

## وصلات خارجية
- ستيفن غلوفر على موقع IMDb (الإنجليزية)
- ستيفن غلوفر على موقع قاعدة بيانات الفيلم (الإنجليزية)